# 1418 Fayeta
1418 Fayeta eller 1905 RG är en asteroid i huvudbältet, som upptäcktes 22 september 1903 av den tyske astronomen Paul Götz i Heidelberg. Den har fått sitt namn efter den franske astronomen Gaston-Jules Fayet.
Asteroiden har en diameter på ungefär 11 kilometer och den tillhör asteroidgruppen Flora.